# Euphaes (Aipytide)
Euphaes (altgriechisch Εὐφάης Eupháēs) war gemäß Pausanias ein messenischer König von 745 bis 732 v. Chr. aus dem Geschlecht der Aipytiden. Er war der Nachfolger seines Vaters Antiochos. Unter Euphaes brach der Erste Messenische Krieg aus.
Im Jahre 743 v. Chr. nahmen Spartaner unter König Alkamenes, Sohn des Teleklos, die messenische Bergstadt Ampheia an der Grenze zu Sparta ein und töteten deren Bewohner. Die Spartaner setzten sich in der befestigten Stadt fest und unternahmen von hier Überfälle in die messenische Ebene. Im Gegenzug plünderten die Messenier spartanische Städte an der Küste. Euphaes bereitete daraufhin den Krieg vor und im Jahre 739 v. Chr. kam es zur ersten Schlacht zwischen Messenien und Sparta.
Obschon ein Jahr darauf Euphaes den Spartanern eine Niederlage bereitete, ließ er die ungeschützten Kleinstädte räumen und siedelte die Bewohner an der Ithome an, wo bereits ein Städtchen war, dessen Mauern er ausweitete. Im Jahre 732 v. Chr. griff dann der spartanische König Theopompos die Festung an der Ithome an und Euphaes fiel im Kampf. Da er keine Söhne hatte, wurde der Aipytide Aristodemos zu seinem Nachfolger gewählt.
Die Historizität der literarisch ausgeschmückten Ereignisse wird in der Forschung kritisch bewertet und die bei Pausanias angegebenen Datumsangaben gelten als unkorrekt und sollten etwa 40 Jahr später angesetzt werden.

## Quelle
- Pausanias, Reisen in Griechenland 4,5,8–4,10,5